# Herz-Jesu-Kirche (Kuckum)

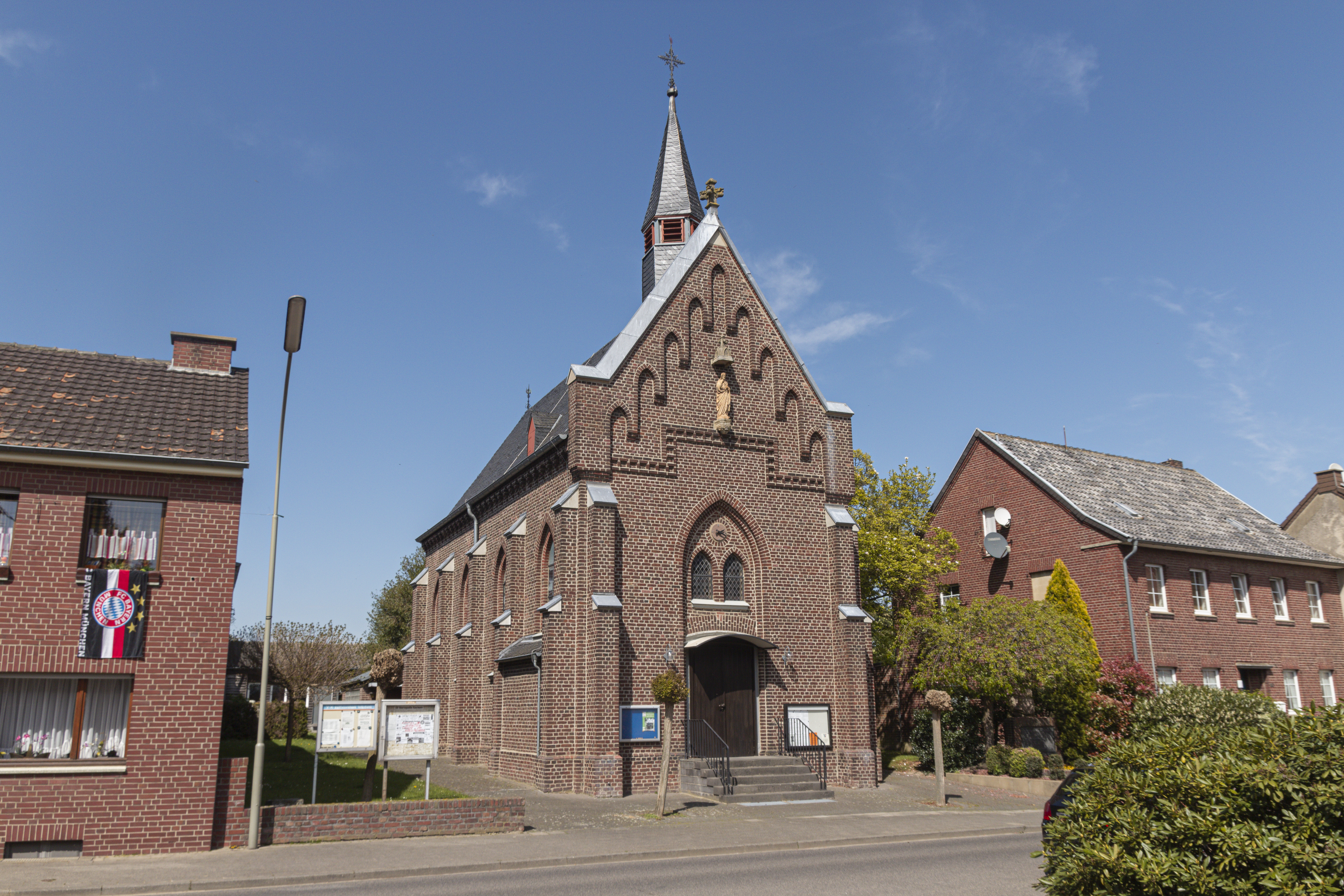
Herz-Jesu-Kirche in Kuckum

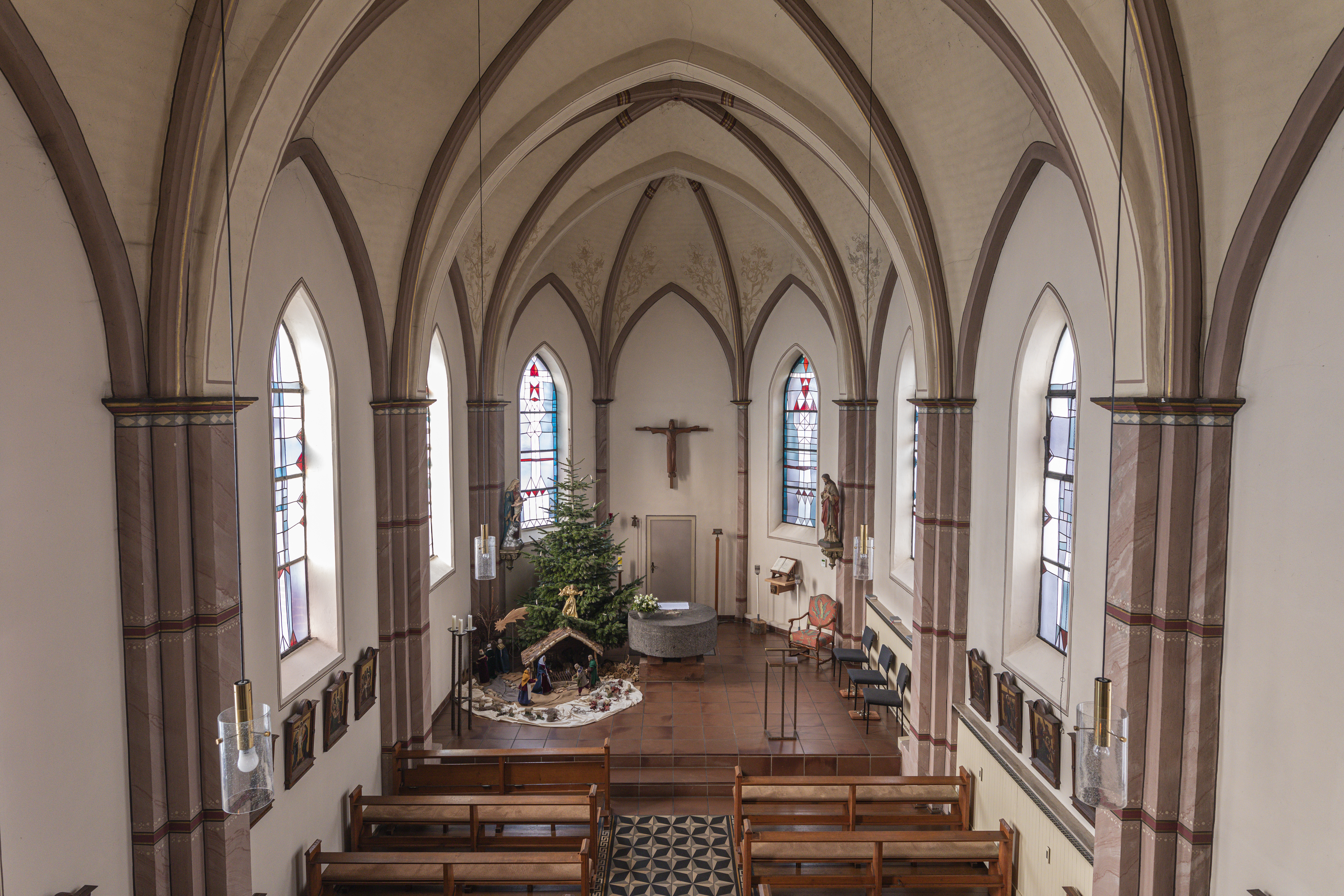
Innenraum, Blick zum Altar

Die Herz-Jesu-Kirche (ⓘ) ist eine ehemalige römisch-katholische Filialkirche im Erkelenzer Stadtteil Kuckum im Kreis Heinsberg in Nordrhein-Westfalen. Die Kirche wurde am 28. November 2021 profaniert.
Das Kirchenbauwerk ist unter Nummer 196 in die Liste der Baudenkmäler in Erkelenz eingetragen.

## Geschichte
Ein erstes Gotteshaus in Kuckum ist für das Jahr 1535 erwähnt. Dieses war ein kleines Heiligenhäuschen. Im Jahr 1794 wurde dieses durch die Kreuzkapelle ersetzt, eine Stiftung der Eheleute Martin Schüller. Dieser Fachwerkbau wurde im Jahr 1891 abgerissen. Bereits im Jahr 1888 gründete sich ein Kapellenbauverein zur Finanzierung eines neuen Gotteshauses. Am 13. Oktober 1889 wurde durch das Kölner Generalvikariat die kirchliche Bauerlaubnis erteilt. Am 29. Juni 1890 wurde schließlich der Grundstein zum Kirchenneubau gelegt. Das Bauwerk ist eine neogotische Saalkirche mit dreiseitig geschlossenem Chor. Von 1925 bis 1926 wurde eine Sakristei nach Plänen von Eduard Endler angebaut.
Das Gotteshaus gehört seit dem 1. Januar 2015 zur Großpfarrei Christkönig Erkelenz. Die Kuckumer Pfarrei wurde bereits 2010 aufgelöst und der 2010 neu gegründeten Pfarre St. Maria und Elisabeth Erkelenz zugeschlagen. Diese fusionierte zum 1. Januar 2015 mit der Pfarre St. Lambertus Erkelenz zur Pfarre Christkönig.
Mit Wirkung zum 28. November 2021 wurde die Herz-Jesu-Kirche ohne den normalerweise üblichen letzten Gottesdienst profaniert. Die Gläubigen hatten am Tag zuvor Gelegenheit, sich von der Kirche zu verabschieden.

## Ausstattung
Im Innenraum befinden sich ein moderner Altar sowie die Bänke aus der Erbauungszeit der Kirche. Die bemalten Figuren und der Kreuzweg wurden nach der Profanierung ausgelagert. Der Kreuzweg hängt seit 2023 in der Pfarrkirche St. Arnold in Arnoldsweiler.

## Glocken
| Nr. | Name  | Durchmesser (mm) | Masse (kg, ca.) | Schlagton (HT-1/16) | Gießer                                                              | Gussjahr |
| 1   | Maria | 480              | 67              | g″                  | Josef Feldmann und Georg Marschel; Fa. Feldmann & Marschel, Münster | 1953     |
| 2   | Josef | 430              | 43              | b″                  | Josef Feldmann und Georg Marschel; Fa. Feldmann & Marschel, Münster | 1956     |

Motiv: Duett

## Pfarrvikare
Folgende Priester wirkten bis zur Auflösung der Pfarrvikarie 2010 als Pfarrvikare an Herz Jesu:
- 1923–1966: Wilhelm Ohlert
- 1966–1976: Elmar Nießen
- 1977–1995: Bernhard Steffes
- 1995–2002: Ulrich Lühring
- 2002–2010: Günter Salentin